# Liber decretorum
Der Liber decretorum (auch Decretum, Decretorum libri XX oder einfach Dekret) des Burchard von Worms ist eine umfangreiche Kanones-Sammlung, die zwischen 1012 und 1023 in Worms abgeschlossen wurde. Die Sammlung ist nach Rechtsmaterien in 20 Bücher gegliedert und fand vor allem im 11. Jahrhundert sehr weite Verbreitung in ganz Westeuropa.

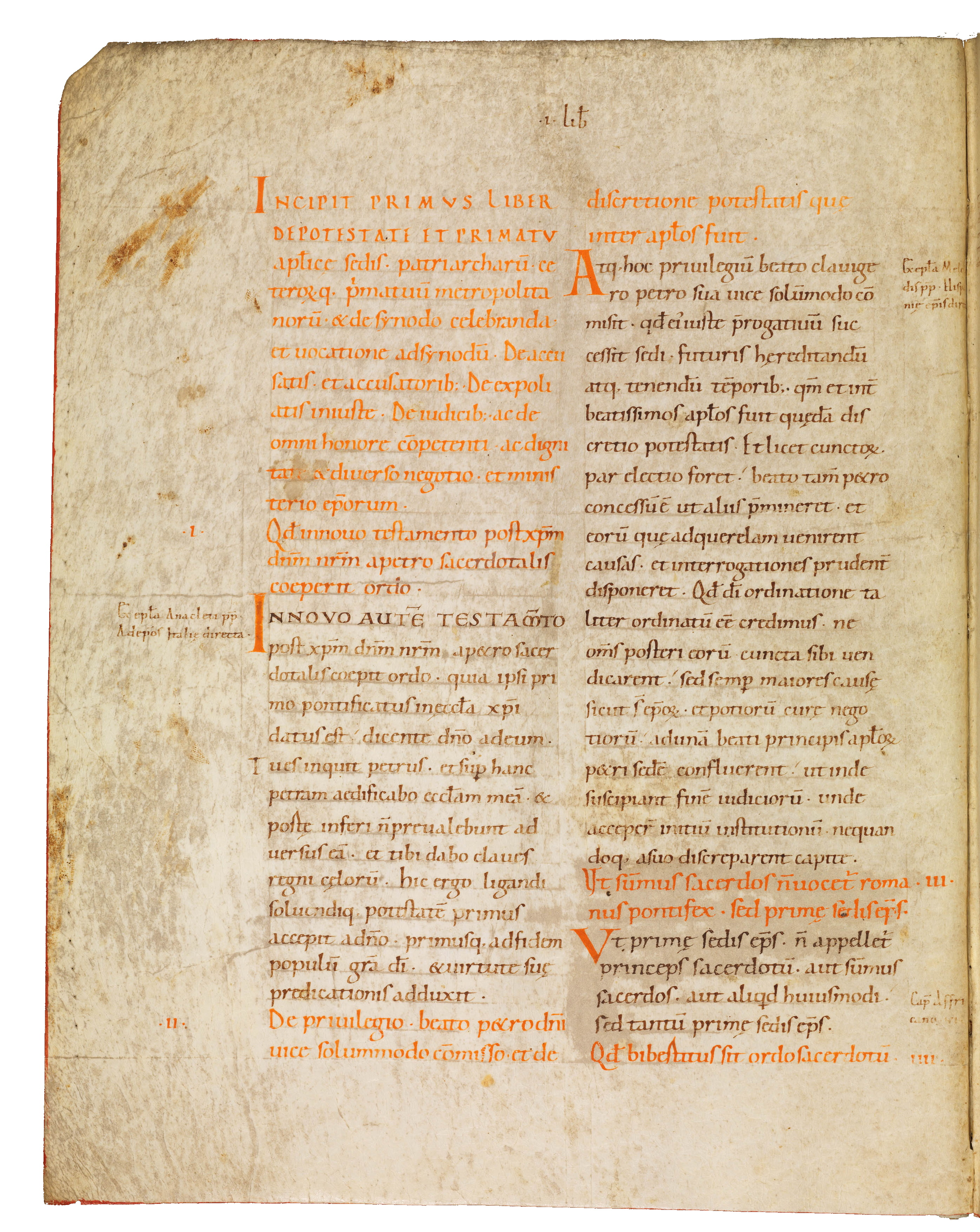
Beginn des ersten Buchs des Liber decretorum (Bamberg, SBB, Msc.Can.6, fol. 10v)

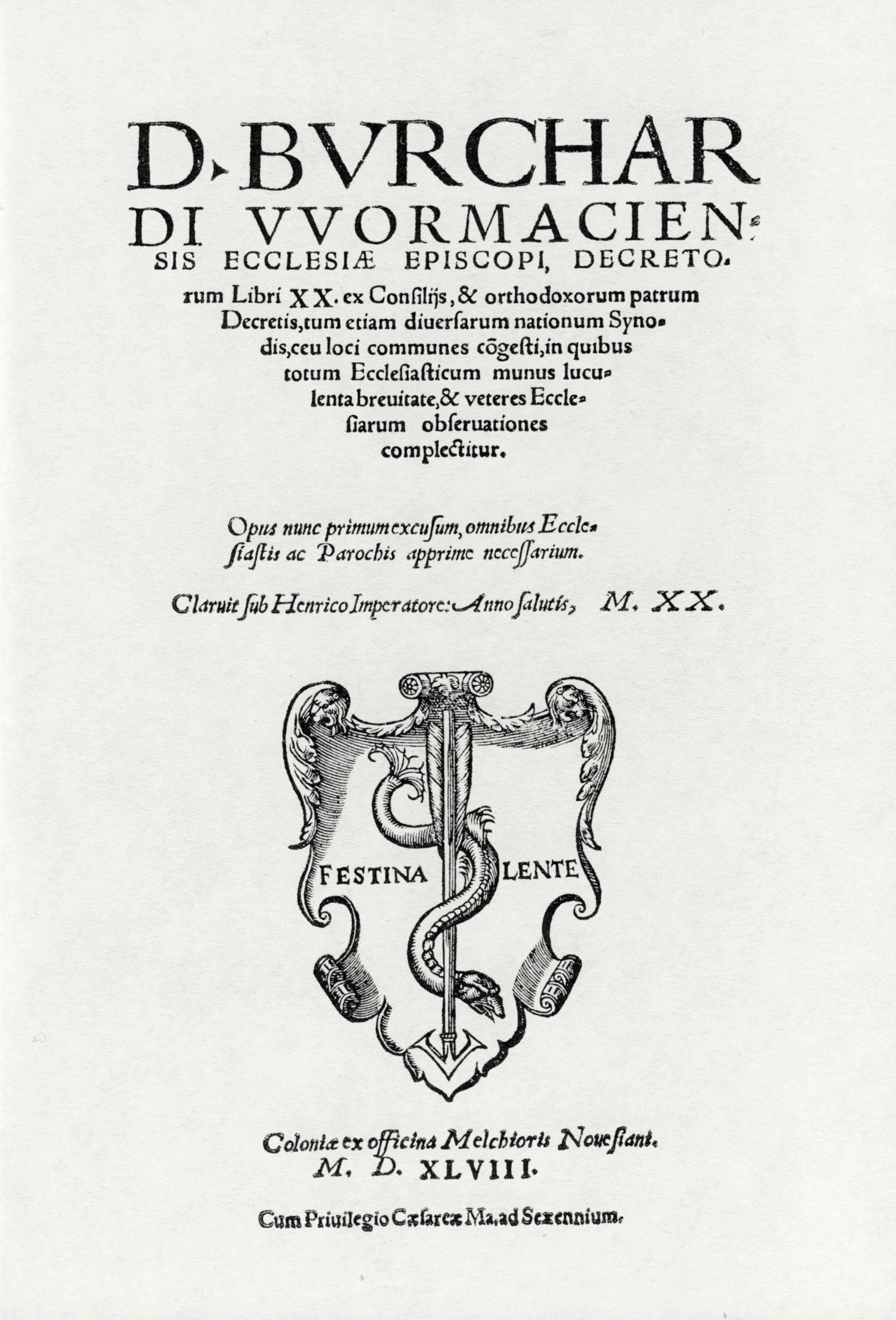
Titelblatt der in Köln gedruckten Ausgabe von 1558

## Arbeitsweise, Fassungen, Inhalt
Die Entstehung des Liber decretorum kann dank der Erforschung der frühesten, noch in Burchards Lebzeiten im Wormser Skriptorium angefertigten Abschriften sehr genau rekonstruiert werden. Offenbar arbeiteten Burchard und seine Mitarbeiter auch nach Abschluss der Sammlung mittels Tilgungen, Umstellungen und kleineren Nachträgen an der Sammlung weiter, während gleichzeitig bereits die ersten Abschriften verbreitet wurden. Zwei wohl noch in Worms entstandene Fassungen unterscheiden sich fast nur durch einige Umstellungen; die zweite Fassung („Wormser Ordnung Typ B“ oder auch „Frankfurter Ordnung“ genannt) wurde sehr weit verbreitet und Grundlage der meisten späteren Versionen.
Die wichtigsten Vorlagen Burchards waren das Sendhandbuch des Regino von Prüm und die Collectio Anselmo dedicata; weitere Kanones entnahm er der Hibernensis, den Kapitularien des Benedictus Levita und kleineren Sammlungen. Auffällig ist, dass Burchard die relativ wenigen Kanones, die aus weltlichen Rechtsquellen stammen, durch Änderung der Inskriptionen, das sind die Herkunftsangaben, als kirchliche Quellen ausgibt. Bei anderen Kanones verändert er manchmal die Inskriptionen, ohne dass immer klar wäre, warum. Auch inhaltlich verändert er gelegentlich die Kanones, meist, um die Bußbestimmungen zu harmonisieren, im Falle eherechtlicher Bestimmungen aber auch, um sehr ausgedehnte Verbote von Ehen zwischen Verwandten zu rechtfertigen.
Das erste Buch ist der kirchlichen Hierarchie gewidmet; gestützt auf Pseudoisidor stellt Burchard hier sehr viele Kanones zusammen, die die Autorität der Bischöfe betonen und diesen zahlreiche Abwehrrechte gegen (andere) Geistliche und Laien einräumen. Die Eingriffsrechte des Papstes werden im Vergleich zu anderen Sammlungen als sehr beschränkt dargestellt. Auffällig ist auch Buch 7, das zusätzlich zu den anderen Büchern mit eherechtlichen Bestimmungen angelegt wurde und 27 Kanones mit Inzestverboten enthält. Diese Kanones schreiben ein extrem weit ausgedehntes Verbot der Eheschließung oder sexueller Kontakte zwischen Verwandten fest, das bis in den siebten Grad reicht (d. h. zwei Personen, die mindestens ein Urururururgroßelternteil gemeinsam haben). In die Kanones in diesem Buch hat Burchard relativ stark eingegriffen, um sie miteinander zu harmonisieren und zugleich eine sehr weite Ausdehnung der Eheverbote zu erreichen. Der Liber enthält einige Kanones, die eine Wiederverheiratung nach einer Ehetrennung erlauben, was im späteren Mittelalter kirchenrechtlich nicht mehr erlaubt war. Buch 8 ist monastischen Gemeinschaften gewidmet; viele Kanones in diesem Buch betonen die weitgehende Kontrolle durch den Ortsbischof. Eine Sonderstellung nimmt Buch 19 ein, ein neu kompiliertes Bußbuch. Es enthält einen sehr langen Fragenkatalog, der einzelne Delikte und Bußtarife nennt, zum Beispiel:

„Fecisti homicidum in bello iussu legitimi principis, qui pro pace hoc fieri iusserat et interfecisti tyrannum, qui pacem peruertere studuit? III quadragesimas per legitimas ferias poeniteas.“

„Hast Du im Krieg eine Tötung begangen, auf Befehl eines legitimen Fürsten, der es um des Friedens willen befohlen hatte, und hast Du einen Tyrannen getötet, der sich bemüht hat den Frieden zugrundzurichten? Du sollst drei Fastenzeiten an den vorgesehenen Wochentagen büßen.“

## Rezeption
Burchards Liber decretorum wurde von Anfang an und wahrscheinlich mit Unterstützung des Königs weit verbreitet, v. a. entlang des Rheins, aber auch bis zu den Reichsklöstern in Italien (u. a. Nonantola). Rund 80 erhaltene vollständige Handschriften (plus etwa 20 Fragmente) vor allem aus dem 11. und 12. Jahrhundert lassen erkennen, dass Burchards Sammlung sich rasch und weit verbreitete. Vor allem in Italien entstanden zahlreiche Varianten des Liber, die durch bestimmte Lücken (daher deteriores-Handschriften genannt) sowie unterschiedliche Ergänzungen gekennzeichnet sind. Spätere Kompilatoren kanonischer Sammlungen und Kanonisten des 12. und 13. Jahrhunderts benutzen den Liber decretorum häufig und nennen Burchard dabei namentlich, was für Kompilatoren vorgratianischer Sammlungen sehr selten ist. Das Decretum des Ivo von Chartres enthält beinahe alle Kanones des Liber decretorum und ist auch in seiner Struktur stark von Burchards Sammlung beeinflusst; über diese Sammlung sind viele von Burchard ausgewählte Kanones in die Tripartita (Teil B), die Panormia und das Decretum Gratiani gelangt.